# Cselőtei László
Cselőtei László (Rákospalota, 1925. január 3. – Alcsútdoboz, 2012. február 29.) állami díjas kertészmérnök, egyetemi tanár, a Magyar Tudományos Akadémia tagja. Az öntözés, zöldségtermesztés, egyes zöldségfélék vízhasznosítása vizsgálatának területén folytatott kutatómunkát. 1960 és 1962 között a Gödöllői Agrártudományi Egyetem Kertészettudományi Karának dékánja, majd 1978–1981-ben az egyetem rektora. 1975 és 1990 között országgyűlési képviselő.

## Életpályája
Az intenzív agrárgazdálkodásáról híres rákospalotai környezetben nevelkedett, munkás családban. 1943-ban érettségizett a budapesti „Fasori” Evangélikus Főgimnáziumban. Középiskolai évei alatt a Fellner Pál Alapítvány pályázatain első díjakat nyert ipartörténeti dolgozataival. Érettségi után a Goldberger Textilművek Központjában dolgozott.
1943-ban iratkozott be a budapesti Magyar Agrártudományi Egyetem Kert- és Szőlőgazdasági Karára, ahol 1947-ben végzett. Ebben az időszakban a MEFESZ Intéző Bizottsága tagja is volt. A második világháború idején emellett előbb az Országos Földhitelintézet gazdasági gyakornoka volt, illetve a szovjetek bevonulása után a Magyar Államvasutak Istvántelki Főműhelyében dolgozott.
1948 és 1951 között a bajai székhelyű Bács vármegyei Magyar Országos Szövetkezeti Központ termelési ellenőre, majd a délkeleti országrész kerületi termelésirányítója volt, ezután a Szövetkezetek Országos Szövetségévé alakult szervezet központjába került. Ezt követően három évre aspiráns lett az egyetem zöldségtermesztési tanszékén.
1954-ben a Gödöllőre költözött egyetemen az általa megszervezett kertészeti tanszék megbízott vezetője lett, majd 1955-ben véglegesítették egyetemi docensi beosztásban. 1962-ben kapott egyetemi tanári címet, Losonczi Pál akkori földművelésügyi miniszter1962. július 31-i előterjesztése alapján. Közben – mindössze harmincöt évesen – az egyetem Mezőgazdaságtudományi Karának dékánjává választották, tisztségét két évig töltötte be.
1978-ban megbízták az egyetem rektori feladatainak ellátásával; az intézményt 1981-ig irányította, tanszéke élén pedig 1994-ig állt. 1995-ben kutatóprofesszori, később professor emeritusi megbízást kapott.
Egyetemi állásai mellett 1961 és 1995 között az MTA Öntözési Kutató Munkaközösségének vezetője volt, valamint 1970-től az ENSZ Élelmezési és Mezőgazdasági Szervezete (FAO) mezőgazdasági munkabizottságában dolgozott.
1955-ben védte meg a mezőgazdasági tudományok kandidátusi, 1965-ben akadémiai doktori értekezését. Az MTA Kertészeti Bizottságának lett tagja, 1955 és 1960 között a bizottság titkára, majd 1990-től 1996-ig elnöke volt. Emellett a Mezőgazdasági Vízgazdálkodási Bizottságba (amelynek 1963–1975 és 1996–2008 között volt elnöke) és az Agrártörténeti és Faluszociológiai Bizottságba is bekerült. 1970-ben megválasztották a Magyar Tudományos Akadémia levelező, 1976-ban pedig rendes tagjává. Levelező tagsága idején az Agrártudományok Osztálya elnökhelyettese, majd 1990-ig az akadémia és az Országos Vízügyi Hivatal Vízügyi Tudományos Bizottságának elnöke volt. Akadémiai tisztségei mellett 1952-ben a Magyar Agrártudományi Egyesület tagja lett, illetve 1970–1990-ben az Országos Fajtaminősítő Tanács tagjaként is dolgozott. 1961-től a Mezőgazdasági Kiadó szerkesztőségi tanácsának tagja. 1974 és 1994 között a Kertgazdaság című tudományos szakfolyóirat szerkesztőbizottságának elnöke, majd 1994-től a Kertészeti Tudomány szerkesztőbizottságának tagja.

### Közéleti pályafutása
Aktívan részt vett a magyarországi közéletben. Az 1940-es években részt vett a Református Egyetemi Ifjúság Kabai Márton Köre rendezvényein, illetve a Nemzeti Parasztpárt tagja volt, majd a második világháború után bekapcsolódott a Magyar Demokratikus Ifjúsági Szövetség (MADISZ) munkájába, a héttagú intézőbizottságban az oktatási felelős tisztségét töltötte be. A szocializmus idején pártonkívüli volt, de 1970 és 1990 között az aszódi egyéni választókerületben az Országgyűlés képviselőjeként tevékenykedett. 1977 és 1990 között a mezőgazdasági bizottság elnöke volt.

## Munkássága
Fő kutatási területe az öntözés, a zöldségtermesztés, valamint egyes zöldségfélék vízhasznosításának vizsgálata.
A környezeti tényezőknek a növények vízforgalmára, illetve az eltérő vízellátásnak a termés, illetve a terméskomponensek alakulására gyakorolt hatását, valamint a vízellátottsági stresszhatások kiküszöbölésének lehetőségeit kutatta. Eredményei alapján az egyes zöldség-, illetve kertészeti növények és természeti technológiák öntözési rendjét sikerült megalapozni, illetve később modernizálni. Több publikációban foglalkozott a kertészet fejlesztésének tudományos koncepciójával. Számos kertészettudományi egyetemi tankönyv, illetve jegyzet szerzője, szerkesztője. Munkáit elsősorban magyar, német, angol és orosz nyelven adja közre.

## Családja
Apja, Cselőtei András (1895–1984), a Magyar Államvasutak rákospalotai István-telki Főműhelyében dolgozott. Tízezer négyzetméteres szántóföldi kertgazdaságuk jelentős jövedelmet jelentett. Édesanyja D. Varga Erzsébet. 1920-ban született meg Erzsébet nevű nővére.
Két fia született, ifj. Cselőtei László, és Cselőtei Péter (1967)

## Díjai, elismerései
- Akadémiai Díj (1964)
- Entz Ferenc-emlékérem (1970)

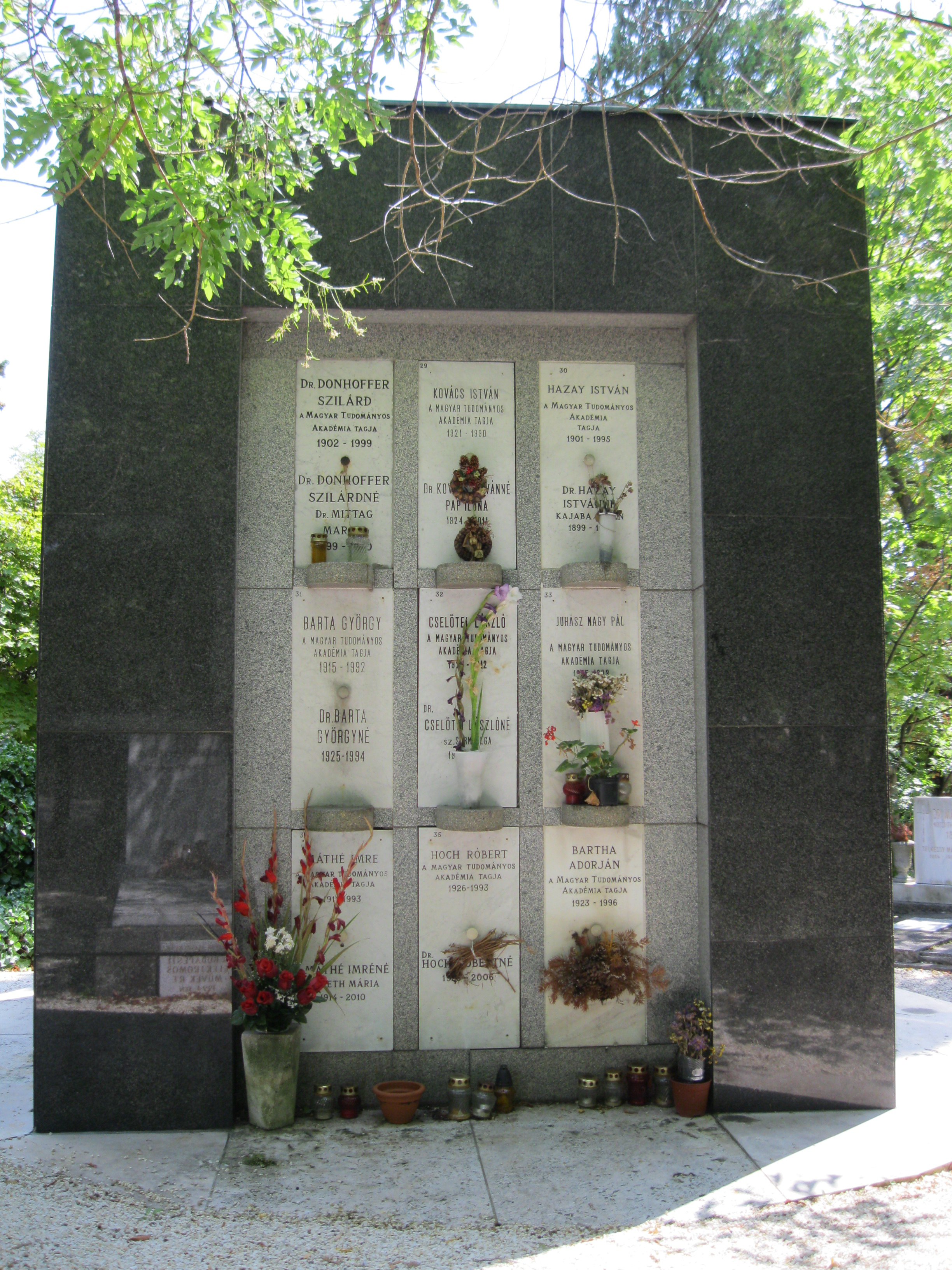
A Farkasréti temető Urnaháza. Itt található Cselőtei László urnafülkéje is

- Állami Díj (1988) – A zöldségtermesztés fejlesztése tudományos megalapozása és a magas szintű oktató-nevelő munka terén elért eredményeiért. Megosztott díj Balázs Sándorral.
- a Kertészeti és Élelmiszeripari Egyetem díszdoktora (1992)
- A Magyar Köztársasági Érdemrend középkeresztje (1995)
- Hazám-díj (2005, XXI. Század Társaság)

## Főbb publikációi
- Kertészet I–VI. (társszerzőként és társszerkesztőként, 1962–1996, hat kiadás)
- A kertészeti növények öntözése I. Zöldségnövények öntözése (1964)
- Az öntözés kézikönyve (társszerzőként és társszerkesztőként, 1968)
- Az öntözés fejlesztésének alapjai a zöldségtermesztésben (1971, In.: Agrártudományi Közlemények)
- Új irányok és feladatok a növények vízellátásában (1977, In.: Agrártudományi Közlemények, 1978)
- Az öntözéses gazdálkodás újabb kutatási eredményei (társszerző, 1988)
- Az öntözés alapjai a zöldségtermesztésben (1991)
- A zöldségnövények öntözése (1997)
- A mezőgazdaság vonzásában (2004)